# Iotyrris notata
Iotyrris notata is een slakkensoort uit de familie van de Turridae. De wetenschappelijke naam van de soort werd voor het eerst geldig gepubliceerd in 1889 door G. B. Sowerby III als Pleurotoma notata.